# Goveđari
Goveđari (italsky Govegiari) je vesnice a přímořské letovisko v Chorvatsku v Dubrovnicko-neretvanské župě, spadající pod opčinu Mljet. Nachází se na západě ostrova Mljet. V roce 2011 zde žilo celkem 151 obyvatel. Centrum vesnice se nachází ve vnitrozemí, u moře se nacházejí připadající osady Babine Kuće, Njivice a Pristanište.
Vesnice je napojena na silnici D120. Sousedními vesnicemi jsou Polače a Pomena.